# Объединённая партизанская организация

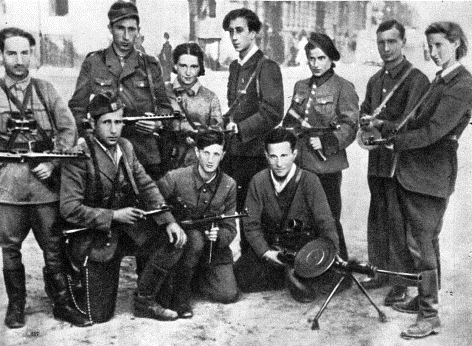
14 июля 1944. Партизанский отряд ФПО, во главе с Аббой Ковнером

Объединённая партизанская организация (идиш פֿאַראײניקטע פּאַרטיזאַנער אָרגאַניזאַציִע‎, пол. Zjednoczona Organizacja Partyzancka, ФПО) — подпольная еврейская, антинацистская организация, действовавшая в виленском гетто. В организацию были объединены еврейские подпольщики коммунистического, бундовского и сионистского направлений.

## Создание организации
Ряд молодёжных еврейских организаций действовали в подполье ещё с июля 1940 года, после присоединения Литвы к СССР. 24 июня 1941 года Вильно было захвачено наступающей немецкой армией. В июле 5000 евреев были уничтожены айнзацкомандой 9 в Понарах.
После создания гетто молодёжные организации в основном занимались спасением евреев во время акций уничтожения. Существовали разногласия между различными организациями по целям действия и методам работы. Основными предложениями были: продолжать действовать в гетто Вильно, перенести действия в гетто Белостока или Варшавы, где возможность восстания представлялась более реальной или уйти партизанить в леса. В итоге большая часть организаций, за исключением группы «Ха-Халуц—Дрор» Мордехая Тененбаума, приняли решение продолжать действовать в Вильно.
31 декабря 1941 года было опубликовано воззвание Аббы Ковнера «Не пойдём как овцы на бойню (ивр. אל נלך כצאן לטבח‎)», призывающее к вооружённому сопротивлению нацистам.
21 января 1942 года была создана Объединённая партизанская организация. Представители молодёжных еврейских организаций — Ицик Виттенберг от коммунистов, Абба Ковнер от «Ха-шомер ха-цаир», Нисан Резник от сионистской молодёжи и Йосеф Глазман от «Бейтара» — собрались в гетто и приняли решение о создании объединённой организации. Виттенберг был избран её командиром, Ковнер, Резник и Глазман членами штаба. Весной 1942 года к ФПО присоединились также и бундовцы. Представители «Ха-Халуц—Дрор» создали отдельную организацию под руководством Йехиэля Шейнбойма.

## Действия организации
В течение 1942 года ФПО в основном занимался приобретением оружия и попытками передать информацию об уничтожении литовских евреев. На основании мест проживания в гетто члены организации были разбиты на пятёрки, три пятёрки составляли взвод, а 6-8 взводов батальон. В штабе организации были представители всех партий и движений, в неё входящих. В самом гетто производились гранаты и бутыли с коктейлем Молотова. У местного населения покупались ружья и другие виды оружия. Организация посылала связных в гетто Гродно, Варшавы и Белостока, с известиями об уничтожении виленских евреев.
На этом этапе борьбы не было никаких разногласий между подпольем и руководством юденрата. Глава юденрата, офицер литовской армии и герой польско-литовской войны, Яков Генс, знал о существовании ФПО и сохранял связи с ней, поддерживая организацию, до тех пор пока она не борется с юденратом и не наносит ущерба продуктивности работы в гетто.
Период мирного сосуществования между подпольем и юденратом закончился весной 1943 года. Несколько групп молодёжи гетто ушли в леса, чтобы присоединиться к партизанам. Представители партизан прибыли в гетто. СД предупредило Генса о возможных последствиях действия подполья в гетто. Генс, который видел в действиях организации угрозу существования гетто, начал борьбу с еврейским подпольем. В мае 1943 года немцы потребовали у юденрата дать им 50 человек для проведения работ в Паневежисе. Генс решил включить в этот список центральные фигуры в ФПО, чтобы удалить их из Вильно. Штаб организации перешёл на нелегальное положение и юденрат отказался от этой попытки. Весной 1943 года ФПО установило постоянную связь с просоветскими партизанами, действовавшими в окрестных лесах.
В июле 1943 года Генс получил распоряжение от немцев выдать им Ицика Виттенберга. 15 июля пригласил руководство ФПО к себе домой и в ходе беседы арестовал Виттенберга, который позднее был освобождён в результате операции ФПО. Генс опубликовал заявление, в котором сообщал жителям гетто, что не выдача командира организации приведёт к уничтожению гетто. Под давлением жителей, Виттенберг принял решение о сдаче немцам, что и сделал 16 июля. На следующий день он был найден мёртвым. В результате ареста и сдачи Виттенберга, ФПО было принято решение о подготовке к переходу членов организации в леса и присоединении к партизанам. Абба Ковнер стал новым командиром ФПО.
24 июля 1943 года вышла из гетто в Нарочские леса к востоку от Вильно первая группа подпольщиков, называвшая себя «Группой Леона», по подпольному псевдониму Виттенберга. Командовал группой Йосеф Глазман. В конце месяца немцы провели акцию в гетто в отместку на выход группы и предупредили что в случае побега узника гетто, будут уничтожены все его родственники.
В августе 1943 года начался вывоз узников гетто в Эстонию. Во время акции проводимой 1 сентября, ФПО издала приказ о мобилизации двух батальонов для вооружённой борьбы с немцами. Из-за предательства один из батальонов, насчитывавший 100 человек, был уничтожен немцами и эстонцами. В тот же день организация выпустила воззвание, призывающее силой противится высылке. Жители гетто, которые поверили что из вывозят в Эстонию для работ, а не для уничтожения, не отозвались на это воззвание.
Из-за высылки и по причине отсутствия у жителей гетто желания к сопротивлению, ФПО перешло к поддержке молодёжи, желающей продолжать борьбу в лесах. В начале сентября вышла группа из 70 человек организации Йехиэля Шейнбойма в Рудницкие леса. 23 сентября 1943 года, в день уничтожения гетто, вышла группа членов ФПО во главе с Аббой Ковнером через канализацию из гетто и присоединилась к группе Шейнбойма. В лесах отряд быстро пополнился еврейскими бойцами и был разделён на четыре группы: «Мститель», «К победе», «Смерть фашизму» и «В борьбе».
В июне 1944 года еврейские партизаны из Рудницких лесов участвовали совместно с Красной Армией и Армией Крайовой в освобождении Вильнюса.